# Quanto basta
Quanto basta è un film del 2018 diretto da Francesco Falaschi.

## Trama
Arturo Cavalieri è un talentuoso chef di Roma caduto in disgrazia a causa del suo pessimo carattere. Dopo l'ennesima prova della sua impulsività, rinchiudendo in frigorifero e mandando in ospedale il suo datore di lavoro, Arturo finisce in carcere, finché non è deciso l'affidamento in prova al servizio sociale; questo prevede che  Arturo sconti la fine della pena in un centro per ragazzi autistici chiamato Opera San Donato, come docente di un corso di cucina. Qui Arturo fa la conoscenza della psicologa Anna e di Guido, uno degli allievi; quest'ultimo ha la sindrome di Asperger nonché evidenti difficoltà nelle relazioni sociali, ma eccezionalmente dotato di un palato e di un olfatto "assoluti", oltre che di un talento speciale per la cucina.
Scontata la pena, Arturo torna a fare una vita dissennata, tra escort e alcolici, peggiorando ulteriormente la sua reputazione, per la quale nessuno è disposto ad assumerlo in un qualunque ristorante rispettabile. Arturo vorrebbe aprire un suo ristorante, ma non ha i capitali, quindi tenta di chiedere al suo mentore Celso Conti, nel frattempo ritiratosi a vita privata, di fargli da garante con la banca. Celso rifiuta, perché vuole ancora bene ad Arturo ma sa benissimo che Arturo, con la sua intemperanza, finirebbe solo per affrontare un altro fallimento. Per fortuna, uno dei pochi amici rimastoti di Arturo, presenta a questi un imprenditore di nome Corradi, il quale ha aperto un ristorante, e assumere Arturo come chef: grazie a lui, il locale riesce ad avere abbastanza successo, tanto che Corradi è disposto a raccomandare Arturo ad un suo conoscente per un posto da chef nella sala ristorante di un prestigioso albergo di Milano. Il cambio, Arturo deve accettare di fare da prestanome per un'azienda che Corradi a breve fonderà.
Tutto sembra andare bene, ma qualcosa complica tutto: Guido deve andare in Toscana per la sesta edizione del Toscana Young Chef, un concorso di cucina Under-25, dato che Guido ha presentato il suo baccalà alla fiorentina che gli è valso la partecipazione. Il regolamento impone che ogni concorrente debba essere accompagnato da un mentore e nella domanda di iscrizione Guido aveva segnalato proprio Arturo, che adesso si vede costretto a portare Guido in Toscana malvolentieri, benché a breve dovrà sostenere il colloquio per il lavoro a Milano.
Arturo e Guido si mettono in viaggio e raggiungono l'albergo dove si tiene il concorso. Frattanto Arturo impara a conoscere meglio Guido, capendo che per lui la cucina rappresenta un mezzo per l'emancipazione: la madre è morta e il padre lo abbandonò in quanto era un uomo impaziente e poco affettuoso; proprio per questo, Guido vive con i nonni materni, i quali non potranno prendersi cura di lui per sempre. 
Durante il Toscana Young Chef, Arturo scopre che il presidente di giuria è il suo ex socio in affari, Daniel Marinari, premiato con quattro stelle Michelin, che da tempo ormai ha smesso di dedicarsi alla ristorazione, diventando praticamente uno "chef mediatico". La prima gara consiste nell'assaggiare una pietanza e annotare tutti gli ingredienti usati per prepararla e Guido riesce a superarla in maniera relativamente facile per merito nel suo eccellente palato.
Il rapporto tra Arturo e Daniel è piuttosto teso, infatti Arturo non gli perdona di averlo tagliato fuori dal ristorante che in passato avevano aperto insieme, sebbene Daniel si giustifichi affermando di non aver avuto altra scelta per via dei comportamenti scellerati dell'amico. In ogni caso sembra che Marinari provi ancora un po' di affetto per lui, tanto che si offre di influenzare l'esito del concorso e di far vincere Guido, ma Arturo non vuole la sua pietà.
Anna raggiunge Arturo e Guido in Toscana, dove la seconda prova vede ancora una volta Guido trionfare nella preparazione di un'acquacotta, potendo partecipare alla finale dove avrà come unico avversario il concorrente Diego. Arturo entra più in confidenza con Anna spiegandole che lui e Daniel sono stati entrambi allievi di Celso, ma Daniel al contrario di Arturo ha saputo come promuovere bene il proprio nome e la propria immagine nel mondo della cucina, mentre Arturo ha solo saputo rovinarsi con i suoi comportamenti autodistruttivi, primo fra tutti quello che gli costò l'essere tagliato fuori da Daniel. Celso provò a dare un'altra chance ad Arturo raccomandandolo per un prestigioso locale, ma per via della sua incapacità nel contenere la rabbia Arturo rovinò tutto proprio rinchiudendo in cella frigorifera il datore di lavoro, manager del locale.
Qualche sera prima della finale del concorso, Anna e Arturo finiscono a letto insieme, poi i due si mettono a cercare Guido, il quale è sparito. Riescono però a trovarlo mentre cerca di corteggiare una delle assistenti del concorso, in maniera totalmente inopportuna, e al momento di tentare di forzarla a baciarlo viene allontanato dal padre di lei, con Arturo e Anna che si scusano per l'accaduto.
Il colloquio di Arturo per il posto di chef a Milano viene anticipato rispetto al giorno stabilito e dunque non può restare accanto a Guido alla finale, che si tiene proprio lo stesso giorno (Arturo non si era posto questo problema poiché dava per scontato che Guido non avrebbe superato nemmeno la prima gara), quindi parte per Milano avendo convinto Celso a sostituirlo. Guido non porta rancore ad Arturo, al contrario gli augura buona fortuna, ma inaspettatamente quest'ultimo non si presenta al colloquio decidendo di restare al fianco di Guido nella finale.
L'ultima prova consiste nel preparare un timballo dei medici, precisamente una variante creata proprio da Mariani con l'aggiunta di cacao: lo sfidante che lo preparerà meglio vincerà. Entrambi preparano il timballo, ma Guido, al contrario del rivale Diego, si rifiuta di aggiungere il cacao contravvenendo alle regole che prevedono l'uso di tutti gli ingredienti forniti. Guido, attenendosi agli insegnamenti di Arturo il quale ha sempre promosso l'integrità delle ricette preferendole a inutili innovazioni che rischiano di sacrificarne la vera qualità, non intende aggiungere il cacao sapendo che renderebbe il timballo meno buono. Diego vince la gara, ma Celso si avvicina ai due concorrenti mangiando un po' del timballo di entrambi, e senza dire niente porta via con sé quello preparato da Guido riconoscendolo come quello più buono: Daniel perde quindi credibilità e Diego capisce quanto la sua vittoria è diventata insignificante.
Un anno dopo tutta vicenda, Celso apre un ristorante chiamato "L'ora d'aria" con Arturo come chef e Guido assistente-chef; inoltre Arturo e Anna ora sono una coppia. Anna dà una brutta notizia ad Arturo: ormai le condizioni di salute del nonno di Guido sono peggiorate, quindi Arturo porta Guido in auto dal nonno in ospedale. Nonostante tutto Arturo, cerca di convincere Guido a non demoralizzarsi dato che il nonno ha ancora una possibilità di guarire se continua a lottare, ottenendo che Guido sorrida sebbene dal viso gli scenda una lacrima.

## Colonna sonora
Le musiche sono state composte e dirette da Paolo Vivaldi. Le composizioni aggiuntive sono di Alfredo Paixão.

### Tracce
1. Ho affidato te a lui – 1:00
2. Esci da lì – 0:27
3. Time Out – 3:20
4. La partita di calcio – 1:37
5. Olio al rosmarino – 0:31
6. Ritorno alla vita – 2:54
7. Il mio maestro chef – 1:15
8. Le cose al loro posto – 0:51
9. La prova dell'assaggio – 4:53
10. Una notte insonne – 1:40
11. Guido e Giulietta – 1:53
12. Il sogno dello chef – 2:41
13. Una proposta di lavoro – 1:31
14. Il saluto di Giulietta – 1:07
15. Arrivo alla villa – 0:45
16. Tra le colline – 0:57
17. L'incontro inaspettato – 1:03
18. A casa di Celso – 0:53
19. Branzino al cioccolato – 0:34
20. Guido on the Road – 0:24
21. Quanto basta – 2:05
22. Full Power – 1:38

## Distribuzione
Il film è stato distribuito in Italia il 5 aprile 2018, incassando complessivamente 521000 €.